# Cudonia sichuanensis
Cudonia sichuanensis är en svampart som beskrevs av Zheng Wang 2002. Cudonia sichuanensis ingår i släktet Cudonia och familjen Cudoniaceae.   Inga underarter finns listade i Catalogue of Life.